# Метаморфози (фільм, 2007)
«Метаморфози» (англ. Metamorphosis) — фільм жахів, поставлений угорським режисером Єно Ході за відомим сюжетом про нащадків кривавої графині Ержебет Баторій. За чутками їй було приписано вампіризм, історики вважають її найкривавішою вбивцею в історії Європи, котра вбила 650 людей і увійшла до «Книги рекордів Гіннеса».

## Сюжет

### Пролог
1610 рік. Малі Карпати. Граф Дьордь Турзо зі збройним загоном вривається до Чахтицького замку, що належить графині Баторій, про яку ходять чутки, що вона вампірка, яка вбиває служниць. Свідком жорстокої розправи стає молода дочка графині — Єлизавета. Турзо наказує ув'язнити криваву вампірку-мати до вежі, а дочку забирає. Графиня проклинає Турзо та його потомків.
Наші дні, США. Під час поховання емігранта-угорця на цвинтарі вривається брат покійного Костянтин (К. Ламберт), безцеремонно перериваючи священника, вимагає припинити відспівування. Він мусить забрати тіло покійного й поховати його на батьківщині — в Східній Європі. Але група тих, хто проводжає покійного на той світ, вирішує по-іншому. Один із мужчин дістає осиновий кілок і вбиває його в серце мерця.

### Подорож до монастиря Баторій
Наші дні, Східна Європа. Три американські студенти: дівчина Кім, її товариш Джей-Джей з навчення дипломника Кейта замість канікул у Лас-Вегасі вирушають до Європи, аби побачити на власні очі місця походження легендарної вампірки, графині Баторій. Щоправда, Кейт зі співчуттям ставиться до долі графині.
Заблукавши, студенти потрапляють до цвинтаря, де трохи раніше дехто напав на машину Костянтина, який приїхав до Карпат. Трійці стрічається красива дівчина в білому одязі, на ім'я Елізабет. Вона погоджується показати дорогу до монастиря Баторій. Настоятель у листуванні з Кейтом обіцяв надати там ночівлю та розповісти про графиню. Коли ж вони приїжджають до оселі, з'ясовується, що священник проводить відспівування свого колеги — отця Алексиса. Він загинув, проводячи екскурсію з туристами у замку Баторій.
Ніч гості провели в монастирі, в Елізабет і Кейта спалахують почуття і вони займаються сексом. Заснувши, Кейт ледь не стає жертвою пристрасті своєї нової партнерки, яка виявляється є вампіром: останньої секунди Елізабет не пускає в хід ікла.
Зранку, всупереч проханню Кейта та його приятелів, настоятель не погоджується провести екскурсію у замку. Знову на допомогу американцям приходить нова знайома. Щоправда, в монастирі хлопці втрачають ключі від своєї новенької BMW, і їм доводиться взяти напрокат позашляховик, що схожий на радянський УАЗик. Елізабет супроводжує їх до місця призначення. Не впоравшись із керуванням хлопці потрапляють в аварію, машина розбивається у прірві, американці дивом примудряються вистрибнути із неї на крутому кам'яному схилі.

### У гнізді вампірів
Трохи одужавши, вони продовжують свій шлях до замку. Неподалік від замку вони зустрічають декількох туристів: Ігоря та його супутницю, які разом зі священником і черницею прямують туди ж. Елізабет таємниче зникає, залишивши напис помадою на дзеркалі «Шукай шлях до білого світла». У священнику Джей-Джей впізнає покійного брата Алексіса, що був нещодавно похований у монастирі. Це трохи хвилює студента.
Нарешті вони потрапляють до замку, де лишаються заночувати. Ігор, який не вірить у вампірів, проникає до склепу, де його з приятелькою чекає Костянтин. Він грає з парочкою в кішки-мишки, повчаючи їх, як можна вбити вампіра. Але арбалет у руках Ігоря виявляється нікчемною зброєю, і той промовляючи ламаною російською мовою «Прощай, товарищ!» влучає в тіло вампіра, але не завдає йому жодної шкоди. Вампір наздоганяє дівчину, а потім вбиває Ігоря. Наступною жертвою мають стати американські туристи. Гинуть Джей-Джей і Кім, схожа доля чекає і на Кейта. Поява Елізабет, яка поспішає на допомогу Кейту, збадьорює вурдалака і він починає з нею бій. З'ясовується, що Костянтин — нащадок графа Турзо, а Елізабет дочка графині Баторій. У дуелі перемагає герой Ламберта, якому вдалося здобути бажану шию Елізабет. Але Кейт уникає смерті лише завдяки вчасно схопленому дерев'яному спису, який він снайперським ударом заганяє прямо в серце кровопивці, який надто захопився Елізабет. Після цього Елізабет кусає Кейта, на них сходить примарне світло, і обидва нібито вмирають.

### Епілог
Кейт прокинувся на схилі ущелини, куди впав незадовго до подій у замку їхній автомобіль. Виявляється, що всі сцени в замку були наслідком глибокої коми, в якій він був після катастрофи. Елізабет, що прибула до нього з іншого виміру, розповідає, що всі ці 4 хвилини коми, які для нього пройшли як довгий час жаху, були часом проходження Кейтом чистилища. Його супутники загинули, і він залишився один. Виявляється, щоб урятувати йому життя і назавжди не розлучатися з ним, Елізабет пригостила дружка гостинним укусом. Стоячи біля могилки друзів, Елізабет читає Кейту лекцію про «Зустрічно-паралельні світи та можливості міжпросторових подорожей». Раптом повз, за фатальним збігом обставин, проїжджає мисливець на вампірів (той самий, який на початку фільму пронизав серце брата Костянтина осиковим колом), до чиєї машини й сідають закохані. Таким чином, фінал фільму залишається відкритим: чи виживуть Елізабет і Кейт, чи мисливець виявиться спритнішим?…

## У ролях
| Актор             | Роль            |
| ----------------- | --------------- |
| Крістофер Ламберт | Костянтин       |
| Корі Сев'єр       | Кейт            |
| Ірена Хоффман     | Єлизавета       |
| Дженніфер Хайям   | Кім             |
| Чарлі Холуей      | Джей-Джей       |
| Андраш Керн       | батько Алексис  |
| Флорентина Ламе   | Сабіна          |
| Золії Гангста     | Ігор            |
| Аня Крус          | сестра Катерина |
| Габор Конц        | граф Турзо      |